# Barney Danson
Pour les articles homonymes, voir Danson.
Barnett Jerome "Barney" Danson (8 février 1921-17 octobre 2011) est un homme politique canadien de l'Ontario. Il est député fédéral libéral de la circonscription ontarienne de York-Nord de 1968 à 1979. Il est ministre dans le cabinet du premier ministre Pierre Elliott Trudeau.

## Biographie
Né à Toronto en Ontario, Danson naît dans une famille juive du quartier de Parkdale. En 1939, il se joint au The Queen's Own Rifles of Canada à la suite du déclenchement de la Seconde Guerre mondiale. Il atteint le rang de lieutenant et se retrouve sévèrement blessé durant la bataille de Normandie où il perd un œil. Son handicap l'amène à s'impliquer auprès de l'Institut national canadien pour les aveugles (INCA) et sa bibliothèque dans laquelle il s'implique jusqu'à son décès.
De retour au Canada, il s'associe à l'entreprise familiale d'assurance avant de démarrer sa propre entreprise dans l'industrie du plastique. Dans ce domaine, Danson sert comme président de la section canadienne de la Society of the Plastics Industry.
En 2002, il publie son autobiographie, Not Bad for a Sergeant: The Memoirs of Barney Danson.

### Politique
Après un première tentative infructueuse de se faire élire comme député provinciale libéral lors de l'élection ontarienne de 1967 (en) dans la circonscription de York Mills (en), il se fait élire sur la scène fédérale en tant que député libéral dans York-Nord en 1968. 
En 1970, il devient secrétaire parlementaire de Pierre Trudeau et entre au cabinet en 1974 en tant que ministre d'État des Affaires urbaines. Promu au poste de ministre de la Défense nationale en 1976, il conserve la charge jusqu'à la défaite libérale de en 1979. Alors en poste à la Défense, il est nommé lieutenant-colonel de son régiment de la Queen's Own Rifles of Canada.

## Après la politique
Danson est, avec Jacques Hébert, cofondateur du programme pour les jeunes Katimavik.

## Archives
Le fonds Barney Danson est disponible à Bibliothèque et Archives Canada.

## Honneurs
| Ribbon | Description                                                 | Notes                                    |
|        | Ordre du Canada (CC)                                        | 2008 - Compagnon 2008 - Officier 1996    |
|        | 1939-45 Star                                                |                                          |
|        | France and Germany Star                                     |                                          |
|        | Defence Medal                                               |                                          |
|        | Médaille canadienne du volontaire                           |                                          |
|        | War Medal 1939-1945                                         |                                          |
|        | Médaille du jubilé d'argent d'Élisabeth II                  | 1977 - Version canadienne de la médaille |
|        | 125th Anniversary of the Confederation of Canada Medal (en) | 1992                                     |
|        | Médaille du jubilé d'or d'Élisabeth II                      | 2002 - Version canadienne de la médaille |
|        | Légion d'honneur                                            | 28 mars 2007 - Chevalier                 |
|        | Ordre national du Mérite                                    | 1994 - Officier                          |